# Хороше (зупинний пункт)
Хоро́ше — пасажирський залізничний зупинний пункт Луганської дирекції Донецької залізниці.
Розташований поблизу села Хороше, Слов'яносербський район, Луганської області на лінії Родакове — Сіверськ між станціями Зимогір'я (3 км) та Сентянівка (10 км).
Через військову агресію Росії на сході Україні транспортне сполучення припинене, водночас Яндекс.Розклади вказує на наявність руху електричок .